# The Red Pill
The Red Pill ist der Titel eines von Cassie Jaye gedrehten Dokumentarfilms über die Männerrechtsbewegung in den Vereinigten Staaten (men’s rights movement), der am 7. Oktober 2016 in New York City uraufgeführt wurde. Am 7. März 2017 wurde der Film durch Gravitas Ventures auf DVD und Blu-Ray veröffentlicht.

## Inhalt
Der Film handelt von den Recherchen der Filmemacherin Jaye, die sich als Feministin vorstellt, über das men’s rights movement (MRM), das sie zunächst als eine von (Frauen-)Hass getriebene Gruppierung wahrnimmt. Die Dokumentation zeigt sie dabei, wie sie die Anliegen und Ansichten dieser Bewegung recherchiert und Vertreter der Bewegung, aber auch andere Personen interviewt. Im Verlauf des Films revidiert sie die Sichtweise, die sie zu Beginn eingenommen hat.
Der Film beleuchtet verschiedene Bereiche, in denen Männer und Jungen im Nachteil seien, wie etwa eine höhere Selbstmordrate, höhere Todesraten am Arbeitsplatz, Benachteiligungen bei Familiengerichten und beim Adoptionsrecht sowie fehlende Unterstützung bei häuslicher Gewalt, die von der Ehepartnerin ausgeht. Daneben werden Proteste von Feministen dokumentiert, die Konferenzen und Aktionen der Männerrechtsbewegung stören oder verhindern.
Jaye führt Interviews mit Vertretern der Bewegung, wie Paul Elam, Gründer von A Voice for Men, Harry Crouch, Präsident der National Coalition for Men, und Warren Farrell, Autor und prominenter Unterstützer der Bewegung. Ferner werden Erin Pizzey, Gründerin des ersten Frauenhauses in Großbritannien, Katherine Spillar, Herausgeberin der Zeitschrift Ms., und die Soziologen Michael Kimmel und Michael Messner interviewt.
Der Film endet mit der Aussage Jayes, sie wolle sich nicht weiter als Feministin bezeichnen. Feminismus sei ihrer Ansicht nach keine Bewegung für die Gleichheit der Geschlechter inklusive Männerfragen, sondern scheine nur für Frauenfragen da zu sein.

## Hintergrund

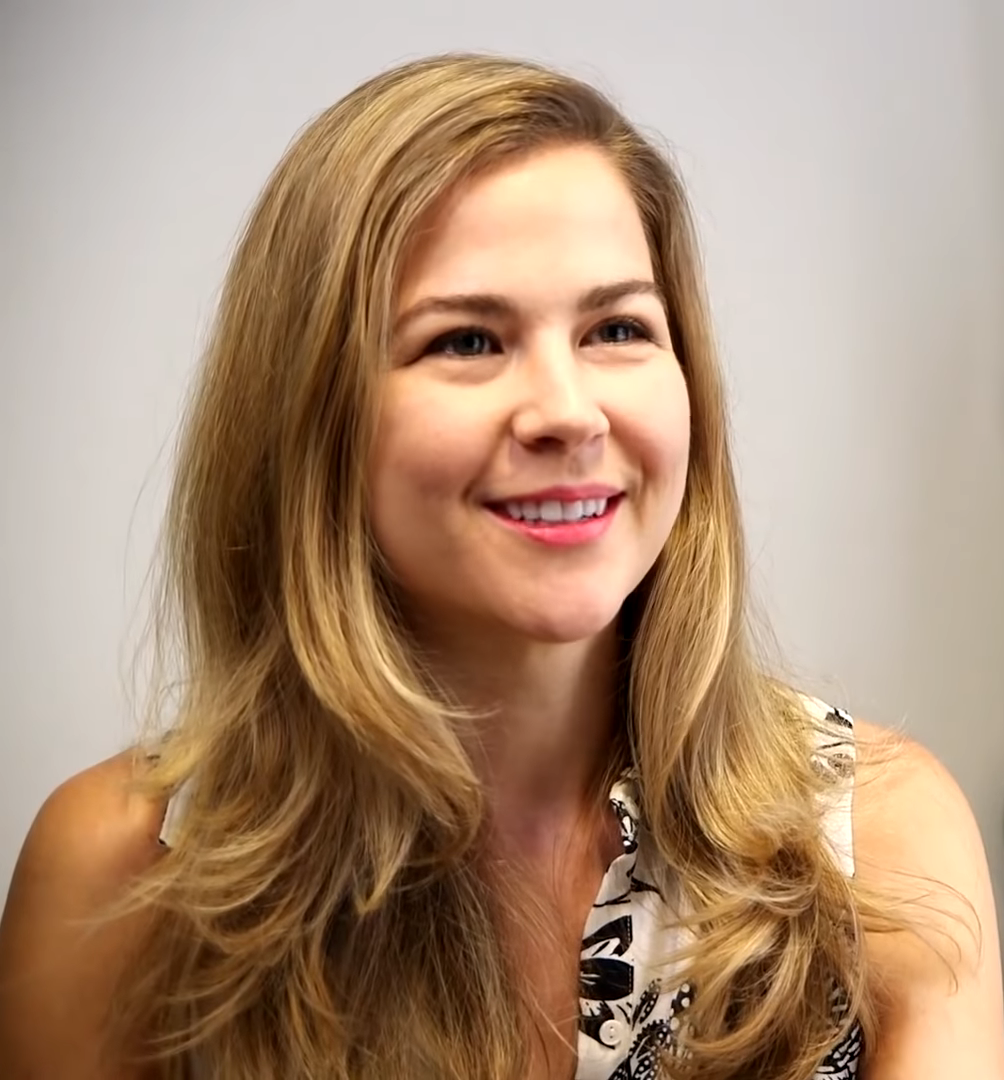
Filmregisseurin Cassie Jaye (2018)

Cassie Jaye hatte zuvor bereits Dokumentationsfilme über Sexualaufklärung, Geschlechterbenachteiligungen und LGBTQ-Rechte gedreht. Ursprünglich wollte sie daran anschließend eine Dokumentation über Rape Culture drehen und wurde so auf die Männerrechtsbewegung aufmerksam, von der sie annahm, diese würden sexuelle Übergriffe normalisieren und die Opfer selbst beschuldigen. Nachdem sie zunächst zahlreiche Interviews führte, ursprünglich mit dem Ziel, die Männerrechtler bloßzustellen, sei sie zu der Erkenntnis gekommen, dass die frauenfeindliche Rhetorik bloß von „anonymen Postern in Online-Foren“ ausgehen würde, aber nicht von den interviewten Männerrechtlern, die „einfach über die Probleme von Männer sprechen wollen“ und „legitime Themen haben, die nicht ausreichend berücksichtigt und von der breiten Öffentlichkeit nicht diskutiert werden“, so Jaye. Ihre Motivation, schließlich einen Film über die Männerrechtsbewegung zu drehen, sei es gewesen, „einen offenen Dialog zu führen und unter die Oberfläche zu gehen, denn alles, was wir in den Mainstream-Medien über die Männerrechtsbewegung hören, ist nur die Spitze des Eisbergs, und vieles davon ist wirklich irreführend, eine Fehlinformation“. Sie hoffte, „viele dieser Mythen entlarven zu können“. Sie bezeichnet sich selbst aber nicht als Männerrechtsaktivistin: „Ich möchte kein Label annehmen und diese Gruppe für mich sprechen lassen, oder selbst für diese Gruppe sprechen.“

### Namensgebung
Der Titel des Films bezieht sich auf eine populäre Szene aus dem Spielfilm Matrix, in der die Einnahme einer „roten Pille“ eine Metapher für das Erkennen der schmerzhaften Wahrheit der Realität ist. Im Film steht die rote Pille für die Ansichten des MRM, während eine „blaue Pille“ den Feminismus symbolisiert. Jaye selbst gab an, sie sei im Zuge ihrer Recherchen früh auf diese aus Matrix entlehnte Metapher gestoßen, weil Mitglieder von Männerrechtler-Organisationen sie häufig benutzten, um den Augenblick ihrer Erkenntnis zu beschreiben. Die Gruppe „A Voice for Men“ habe zeitweise sogar den Slogan „Take the red pill“ im Logo geführt. Gleichzeitig wird der Name The Red Pill auch von einem Subreddit getragen, in dem antifeministische und misogyne Ansichten vertreten werden. Laut Jaye bezog sich der Filmtitel aber nicht auf diese Gruppe, sondern auf den ursprünglichen Gebrauch in der Populärkultur. Ein weiterer Bezug zur Matrix ist der Kaninchenbau (rabbit hole), der dort mit Bezug auf Alice in Wonderland auftaucht. Jaye verwendete diese Metapher unter anderem in einem Filmplakat auf Kickstarter in der Wendung “Down the rabbit hole of Gender Politics”, sie wurde auch immer wieder in der Rezeption aufgegriffen.

### Finanzierung
Nach eigenen Angaben finanzierte Jaye den Film zunächst mit eigenen Mitteln und mit Geld von ihrer Mutter, die als Co-Produzentin auftritt, sowie von ihrem Bruder. Da es ihr nicht gelang, Geldgeber zu finden, die es ihr erlaubten, einen ihrer Ansicht nach neutralen Film über die Männerrechtsbewegung zu drehen, startete sie eine Kickstarter-Kampagne, die über 200.000 US-Dollar einbrachte und das Finanzierungsziel um das Doppelte übertraf. Jaye versprach ihren Unterstützern, eine neutrale Darstellung zu bieten, und erklärte später, die meisten Unterstützer seien weder Frauen- noch Männerrechtler gewesen, sondern hätten aus anderen Motiven gespendet, etwa der Verteidigung der Redefreiheit. Dabei rief die Tatsache, dass sich auch Männerrechtler an der Kampagne beteiligten, Kritik wegen eines möglichen Interessenkonfliktes hervor. So hatte Milo Yiannopoulos auf der Seite des Breitbart News Network einen Appell veröffentlicht, für die Kickstarter-Kampagne Beträge zu zeichnen. Der MRM-Unterstützer Michael Cernovich gab 10.000 Dollar und erwarb sich damit die Kickstarter-Belohnung, als Associate Producer des Films genannt zu werden. Von Seiten der Männerrechtsbewegung gab es die Befürchtung, dass die Dokumentation, da von einer Person außerhalb der Bewegung gedreht, die Ansichten der Männerrechtsbewegung nicht adäquat darstellen würde.

## Rezeption

### Proteste und Absage von Veranstaltungen
Einige geplante Aufführungen des Filmes mussten abgesagt werden, da es im Vorfeld zu heftigen Protesten kam. Dem Film wurde vorgeworfen, er sei „frauenfeindliche Propaganda“ und rechtfertige sexuelle Gewalt. Abgesagt werden mussten Aufführungen im Palace Kino in Melbourne, im Mayfair Theatre in Ottawa sowie in der University of Calgary und der Universität Sydney. Der australischen Journalistin Annabel Crabb von The Sydney Morning Herald zufolge ist die Anschuldigung, der Film rechtfertige sexuelle Gewalt, haltlos. Keiner der Interviewten werde über sexuelle Gewalt befragt und somit werde diese auch nicht gerechtfertigt. Die Kampagne gegen den Film bezeichnete sie als „Absurdität, die nur moderne Öffentlichkeitsarbeit und Online-Aktivismus erschaffen konnten“. Sie verschaffe dem Film genau jene Werbung, die er benötigt habe.

### Auszeichnungen
The Red Pill gewann 2017 drei Awards am Idyllwild International Festival of Cinema: „Best of Festival“, „Excellence in Directing Documentary“ und „Excellence in Producing a Documentary“. Er erhielt auch den DigiFest Women in Film Award der Digital Hollywood Conference und den Audience Award für Best Documentary Feature am Louisiana International Film Festival.

### Filmkritiken
Die von Rotten Tomatoes erfassten Kritiken fallen überwiegend negativ aus. Nur 29 % der erfassten Kritiken fallen positiv aus. Die Plattform Metacritic verzichtet bei The Red Pill mangels genügend qualifizierter Rezensionen auf die Angabe eines Durchschnittswertes.
Cathy Young bezeichnete den Film im amerikanisch-britischen Online-Magazin Heat Street als sehenswert und lobte ihn dafür, Probleme anzusprechen, die nur selten an die Öffentlichkeit gebracht würden. Ein Kritikpunkt sei jedoch, dass der Film nicht die teils frauenfeindliche Rhetorik der Männerrechtsbewegung thematisiere. Auch Corrine Barraclough vom australischen The Daily Telegraph sprach dem Film ihre Empfehlung aus, da er „aufschlussreich“ und „kraftvoll“ sei und wichtige Probleme anspreche. Sie zeigte sich verwundert über den Hass, der dem Film von Feministen entgegenschlug. Die Botschaft des Filmes sei Barmherzigkeit. Jessica Clark vom australischen Online-Frauenmagazin Mamamia bezeichnete The Red Pill als „den wichtigsten Film, den ich mit meinem Ehemann gesehen habe“. Durch den Film habe sie zum ersten Mal realisiert, dass auch Männer mit traditionellen Geschlechterrollen hadern, wie etwa die Rolle des Brotverdieners. Der Film lasse zwar einige Fragen unbeantwortet, rege jedoch zum Dialog an und sei deshalb unbedingt sehenswert.
Der Filmkritiker der Wochenzeitung The Village Voice, Alan Scherstuhl, kritisierte, dass die Regisseurin die von ihr interviewten Männerrechtler, etwa Paul Elam, nicht mit ihren öffentlichen Äußerungen etwa zu Vergewaltigungsprozessen konfrontiert hatte, wie es eine seriöse Dokumentation tun müsse. Unbestreitbar gebe es auch Ungerechtigkeiten gegenüber Männern. Weder die Filmemacherin noch die Interviewten seien aber in der Lage, eine systematische Benachteiligung von Männern aufzuzeigen. Stattdessen werde das „vage Schreckgespenst Feminismus“ für alles verantwortlich gemacht. Ebenfalls kritisch bewertete die Los Angeles Times den Film, da er die Kluft zwischen Frauen- und Männerrechtlern mit seiner „einseitigen, unkritischen Darstellung“ noch vergrößere. Annabel Crabb kritisierte den Film in The Sydney Morning Herald als journalistisch schwach. Obwohl Jaye das Thema der sexuellen Gewalt als Auslöser für die Recherche bezeichne, befrage sie keinen der von ihr Interviewten zu diesem Thema. Die Feministin und Publizistin Laura Bates bezeichnet den Film als „Männerrechts-Propaganda, finanziert von Hass-Gruppen“.
Die Filmzeitschrift The Hollywood Reporter reagierte gemischt auf den Film. Gelobt wurden Jayes Offenheit und Objektivität bei der Erstellung des Filmes. Durch die mangelnde Auseinandersetzung mit den teils extremen Positionen und dem kruden Sprachgebrauch innerhalb der Gruppierung werde der Film jedoch von MRM-Gegnern, die dem Film etwas hätten abgewinnen können, von vornherein abgelehnt.
Die Non-Profit-Organisation Common Sense Media, die Filme hinsichtlich ihrer Eignung als Informationsmaterial für Kinder prüft, bewertete den Film mit 1 von 5 Sternen und bezeichnet ihn als „unausgewogene Dokumentation über die Männerrechtsbewegung“. Jaye übersehe, wenn sie die Sichtweise der Männerrechtler unkritisch übernehme, dass die meisten Beschwerden der MRM im Grunde ökonomischer Herkunft seien und die hierfür gesetzten Regeln von Unternehmen und aus der Politik stammten; Bereiche, in denen Frauen in Führungspositionen in der Minderheit seien. Auch wird die negative Darstellung des Feminismus kritisiert.

### In der Männerrechtsbewegung und Manosphere
Der Männerrechtsaktivist Arne Hoffmann bezeichnete den Film als „bahnbrechende Dokumentation, die unser eigenes Maß an Mitgefühl für Männer und Jungen ergründet und sachkundig die allgemein akzeptierte Erzählweise von der Geschlechterkluft in Frage stellt“. Er warf den feministischen Kritikern vor, den Film nicht gesehen zu haben und sich bloß an Gerüchten über „Frauenhass“ zu orientierten: „Dabei wurden sie Opfer und zugleich Täter einer Propaganda, die sich schon seit Jahren gegen die Männerrechtsbewegung insgesamt richtet“.
Die Kriminologin Lisa Sugiura beschrieb 2021, dass Cassie Jaye zum „Postergirl“ der Männerrechtsbewegung geworden sei. Der Film The Red Pill werde häufig von Männerrechtsaktivisten sowie von Incels (die Teil der Manosphere sind, zu der auch die Männerrechtsbewegung gezählt wird) angeführt, um ihre Behauptung zu untermauern, der Feminismus sei fehlerhaft.

### In wissenschaftlicher Literatur
Edgar Forster, Professor für Pädagogik an der Universität Fribourg, sieht in dem Film den Versuch, durch das Narrativ der konvertierten Feministin den Akteuren der Männerrechtsbewegung Glaubwürdigkeit zu verschaffen. Die Art und Weise der Darstellung produziere eine Asymmetrie zwischen Aktivisten und Wissenschaftlern, die nur vordergründig den Anschein von Objektivität erwecke. Problematisch sei, dass der Film letztlich die Sichtweise der Männerrechtler über die von anerkannten Sozialwissenschaftlern wie Michael Kimmel und Michael Messner stelle und Wissenschaft dann bloß als Ideologie „entlarvt“ werde.
Die Philosophinnen Iva Apostolova und Elaina Gauthier-Mamaril würdigen zwar die „ehrliche Absicht, die Ansichten beider Seiten des Gleichstellungsproblems darzustellen“, denn, wie bereits von Raewyn Connell aufgezeigt wurde, können auch Männer von geschlechtsbezogenen Nachteilen betroffen sein und „die Männer, die den größten Teil der Vorteile [aus der vorherrschenden Geschlechterordnung] erhalten, und die Männer, die den größten Teil der Kosten tragen, sind nicht dieselben Personen.“ Jedoch sei es ein „eklatanter Mangel“, dass der Film Männerrechtlern erlaube, im Namen aller Männer zu sprechen. Die Männerrechtsbewegung hätte jedoch wenig getan, um Geschlechterhierarchien abzuschaffen, und stattdessen eine neokonservative und antifeministische Politik begünstigt.